# Oscarverleihung 2008
Übersicht aller ausgezeichneten Filme

◄◄ | ◄ | 2004 | 2005 | 2006 | 2007 | Oscarverleihung 2008 | 2009 | 2010 | 2011 | 2012 | ► | ►►

Weitere Ereignisse
Die Oscarverleihung 2008 fand am 24. Februar 2008 im Kodak Theatre in Los Angeles statt. Es war die 80. Verleihung des Academy Award seit der ersten Verleihung 1929. Im Jahr der Oscarverleihung werden immer Filme des Vorjahres ausgezeichnet, in diesem Fall also die Filme des Jahres 2007.
| Film                                                         | N | A |
| ------------------------------------------------------------ | - | - |
| No Country for Old Men                                       | 8 | 4 |
| There Will Be Blood                                          | 8 | 2 |
| Abbitte                                                      | 7 | 1 |
| Michael Clayton                                              | 7 | 1 |
| Ratatouille                                                  | 5 | 1 |
| Juno                                                         | 4 | 1 |
| Schmetterling und Taucherglocke                              | 4 | 0 |
| Das Bourne Ultimatum                                         | 3 | 3 |
| La vie en rose                                               | 3 | 2 |
| Sweeney Todd – Der teuflische Barbier aus der Fleet Street   | 3 | 1 |
| Transformers                                                 | 3 | 0 |
| Verwünscht                                                   | 3 | 0 |
| American Gangster                                            | 2 | 0 |
| An ihrer Seite                                               | 2 | 0 |
| Der goldene Kompass                                          | 2 | 1 |
| Die Ermordung des Jesse James durch den Feigling Robert Ford | 2 | 0 |
| Die Geschwister Savage                                       | 2 | 0 |
| Elizabeth – Das goldene Königreich                           | 2 | 1 |
| Into the Wild                                                | 2 | 0 |
| Pirates of the Caribbean – Am Ende der Welt                  | 2 | 0 |
| Todeszug nach Yuma                                           | 2 | 0 |

## Vorbereitung
Seit dem 26. Dezember 2007 trafen 5.000 Mitglieder der AMPAS die Entscheidung, welche Filme eine Nominierung erhalten sollten. Bis zum 12. Januar 2008 mussten Stimmzettel an die Academy geschickt werden. Zehn Tage später veröffentlichte diese die Nominierungen. Die Wahlberechtigten gaben daraufhin erneut Stimmen für die von ihnen favorisierten Nominierten ab. Ab dem 19. Februar 2008 zählten Verantwortliche der Academy die Ergebnisse aus. Am 24. Februar 2008 fand die Verleihung der Preise im Kodak Theatre statt.

## Moderation

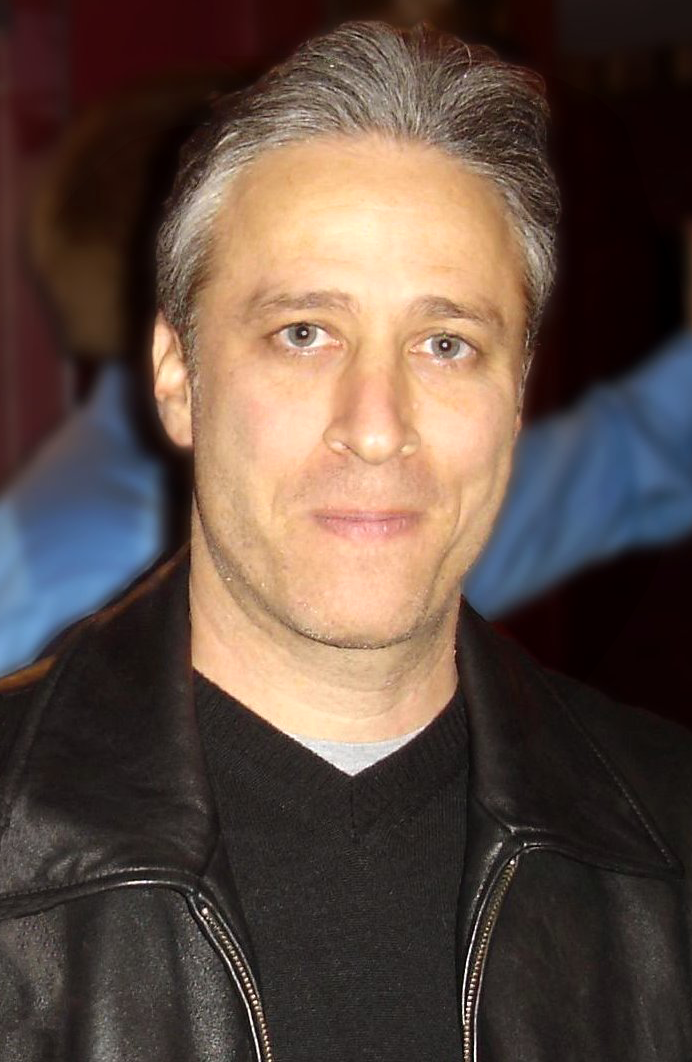
Jon Stewart

Jon Stewart führte als Moderator durch den Abend der Verleihung. Vor Ellen DeGeneres’ Moderation im Jahr 2007 hatte Stewart bereits 2006 moderiert. Außerdem war er Gastgeber der Grammy-Verleihungen 2001 und 2002.

## Live-Auftritte & Präsentatoren
Im Rahmen der Verleihung waren die Live-Aufführungen aller fünf nominierten Filmsongs geplant. Weiterhin wurden die ersten Präsentatoren benannt, darunter die vier Oscargewinner 2007 in den Darstellerkategorien. Diese präsentieren traditionell den jeweils andersgeschlechtlichen Preisträger in der Kategorie, in der sie selbst einen Oscar erhalten haben. So war davon auszugehen, dass beispielsweise Helen Mirren, die im letzten Jahr den Oscar als Beste Hauptdarstellerin für Die Queen erhielt, diesmal den Oscar für den Besten Hauptdarsteller präsentieren würde.

### Musikbeiträge
- Jon McLaughlin – So Close aus Verwünscht
- Kristin Chenoweth, Marlon Saunders – That’s How You Know aus Verwünscht
- Jamia Simone Nash – Raise It Up aus Der Klang des Herzens
- Amy Adams – Happy Working Song aus Verwünscht
- Glen Hansard, Markéta Irglová – Falling Slowly aus Once

## Übertragung
In Deutschland wurde die Preisverleihung vom Münchner Fernsehsender ProSieben live übertragen. In den Vereinigten Staaten zeigte ABC das Ereignis zum 33. Mal. Dem Sender sind bis 2014 die US-amerikanischen Übertragungsrechte vertraglich zugesichert. Aus Anlass der ersten österreichischen Nominierung für den Fremdsprachen-Oscar seit 1987 übertrug auch der ORF die Oscarverleihung erstmals live; tatsächlich wurde der österreichische Beitrag mit dem Oscar als Bester fremdsprachiger Film ausgezeichnet.

## Vorentscheidungen
Im Juni 2007 wurden 95 Staaten dazu aufgerufen, Vorschläge für Nominierungen zum Besten fremdsprachigen Film abzugeben. Die deutsche Jury gab am 18. September 2007 bekannt, aus den für Deutschland eingereichten Vorschlägen Am Ende kommen Touristen, Das Haus der schlafenden Schönen, Mein Führer – Die wirklich wahrste Wahrheit über Adolf Hitler, Strajk – Die Heldin von Danzig, Vier Minuten, Winterreise und Fatih Akıns Drama Auf der anderen Seite den letztgenannten Film aufgestellt zu haben. Die Türkei nominierte mit Takva – Gottesfurcht ein Drama, das ebenfalls von Akın produziert wurde. Österreich schickte mit Die Fälscher ein Holocaust-Drama ins Rennen; die Schweiz reichte die Komödie Die Herbstzeitlosen als Kandidaten ein.
Seit dem 17. Oktober 2007 war bekannt, dass 63 Vorschläge akzeptiert und seitdem vom zuständigen Komitee gesichtet und bewertet wurden. Aserbaidschan und Irland reichten zum ersten Mal einen Beitrag ihres Landes ein. Neun der insgesamt vorliegenden ausländischen Filme waren in spanischer Sprache gedreht, sieben in deutscher Sprache und fünf in verschiedenen Formen des Chinesischen. Von den 63 Filmen wurden neun Filme auf eine Auswahlliste gesetzt, unter denen schließlich am 22. Januar 2008 die fünf nominierten Filme zusammen mit den übrigen Nominierungen bekannt gegeben wurden. Überraschenderweise gehörten weder der Gewinner des Europäischen Filmpreises, das rumänische Drama 4 Monate, 3 Wochen und 2 Tage, noch der deutsche Beitrag Auf der anderen Seite zu den Kandidaten. Dafür zählte aber Stefan Ruzowitzkys Drama Die Fälscher zur Auswahlliste, zusammen mit den Beiträgen aus Brasilien, Israel, Italien, Kanada, Kasachstan, Polen, Russland und Serbien. Mit Giuseppe Tornatore, Nikita Michalkow, Denys Arcand und Andrzej Wajda traten vier oscarprämierte Regisseure in dieser Kategorie an.
Für die Oscars für den Besten Dokumentarfilm und den Besten animierten Spielfilm wurden im November 2007 Auswahllisten vorgelegt, aus denen Mitglieder der jeweiligen Fachabteilungen der Academy die Oscarnominierungen zu bestimmen hatten. Aus insgesamt 70 Dokumentarfilmen wurden 15 Filme ausgewählt, darunter Michael Moores kontroverser Film Sicko. Zwölf animierte Spielfilme qualifizierten sich für die Oscarverleihung 2008, darunter mit Tekkon Kinkreet und Persepolis zwei fremdsprachige Filme. Unter den US-amerikanischen Animationsfilmen fanden sich mit Die Simpsons – Der Film, Shrek der Dritte und Ratatouille drei Kassenschlager des Kinosommers 2007.
Auch für die Kategorien Beste visuelle Effekte und Bestes Make-up wurde eine Vorauswahl getroffen; aus jeweils sieben Filmen wurden nach einer Präsentation von Ausschnitten der vorgeschlagenen Filme die drei Oscarnominierungen ausgewählt. In der Kategorie Beste visuelle Effekte waren dies die Filme Das Bourne Ultimatum, Evan Allmächtig, Der Goldene Kompass, I Am Legend, Pirates of the Caribbean – Am Ende der Welt, 300 und Transformers. Für das beste Make-up wurden die Filme Schmetterling und Taucherglocke, Harry Potter und der Orden des Phönix, La vie en rose, Norbit, Pirates of the Caribbean – Am Ende der Welt, Sweeney Todd – Der teuflische Barbier aus der Fleet Street und 300 vorgeschlagen.

## Gewinner und Nominierte

### Bester Film
präsentiert von Denzel Washington

No Country for Old Men – Ethan Coen, Joel Coen, Scott Rudin
Abbitte (Atonement) – Tim Bevan, Eric Fellner und Paul Webster
Juno – Lianne Halfon, Mason Novick, Russell Smith
Michael Clayton – Jennifer Fox, Kerry Orent, Sydney Pollack
There Will Be Blood – Paul Thomas Anderson, Daniel Lupi, JoAnne Sellar

### Beste Regie
präsentiert von Martin Scorsese

Ethan Coen, Joel Coen – No Country for Old Men
Paul Thomas Anderson – There Will Be Blood
Tony Gilroy – Michael Clayton
Jason Reitman – Juno
Julian Schnabel – Schmetterling und Taucherglocke (Le scaphandre et le papillon)

### Bester Hauptdarsteller
präsentiert von Helen Mirren

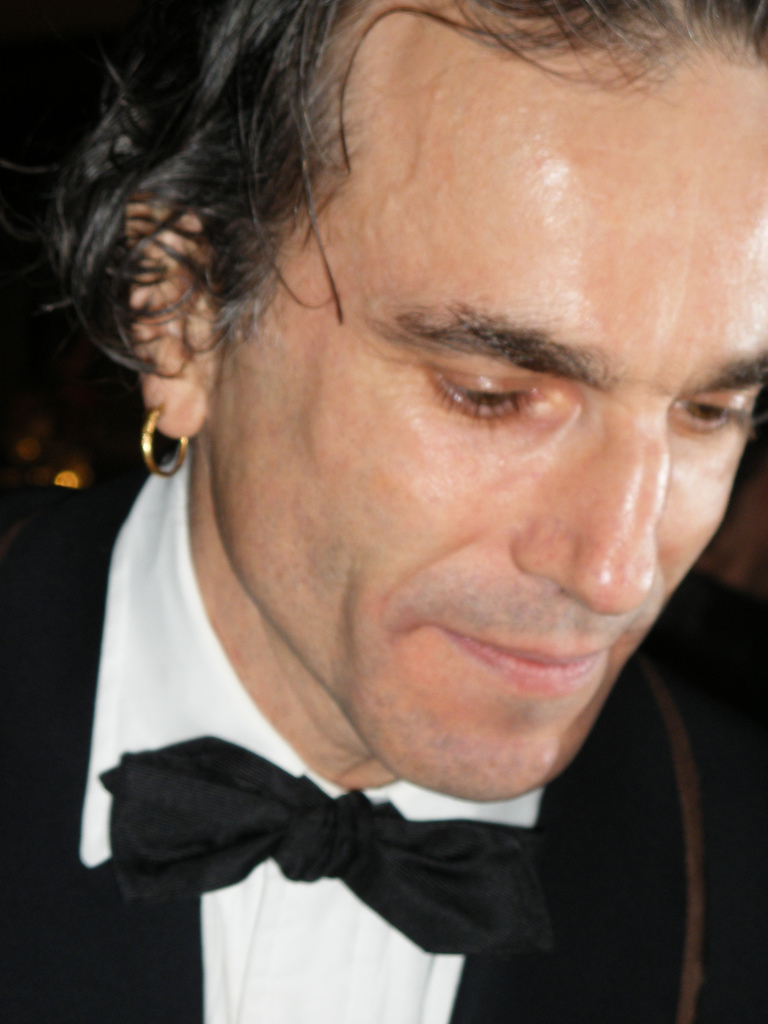
Daniel Day-Lewis – Bester Hauptdarsteller für seine Rolle in There Will Be Blood

Daniel Day-Lewis – There Will Be Blood
George Clooney – Michael Clayton
Johnny Depp – Sweeney Todd – Der teuflische Barbier aus der Fleet Street (Sweeney Todd: The Demon Barber of Fleet Street)
Tommy Lee Jones – Im Tal von Elah (In the Valley of Elah)
Viggo Mortensen – Tödliche Versprechen – Eastern Promises (Eastern Promises)

### Beste Hauptdarstellerin
präsentiert von Forest Whitaker

Marion Cotillard – La vie en rose (La Môme) 
Cate Blanchett – Elizabeth – Das goldene Königreich (Elizabeth: The Golden Age)
Julie Christie – An ihrer Seite (Away from Her)
Laura Linney – Die Geschwister Savage (The Savages)
Elliot Page * – Juno

### Bester Nebendarsteller
präsentiert von Jennifer Hudson

Javier Bardem – No Country for Old Men
Casey Affleck – Die Ermordung des Jesse James durch den Feigling Robert Ford (The Assassination of Jesse James by the Coward Robert Ford)
Philip Seymour Hoffman – Der Krieg des Charlie Wilson (Charlie Wilson’s War)
Hal Holbrook – Into the Wild
Tom Wilkinson – Michael Clayton

### Beste Nebendarstellerin

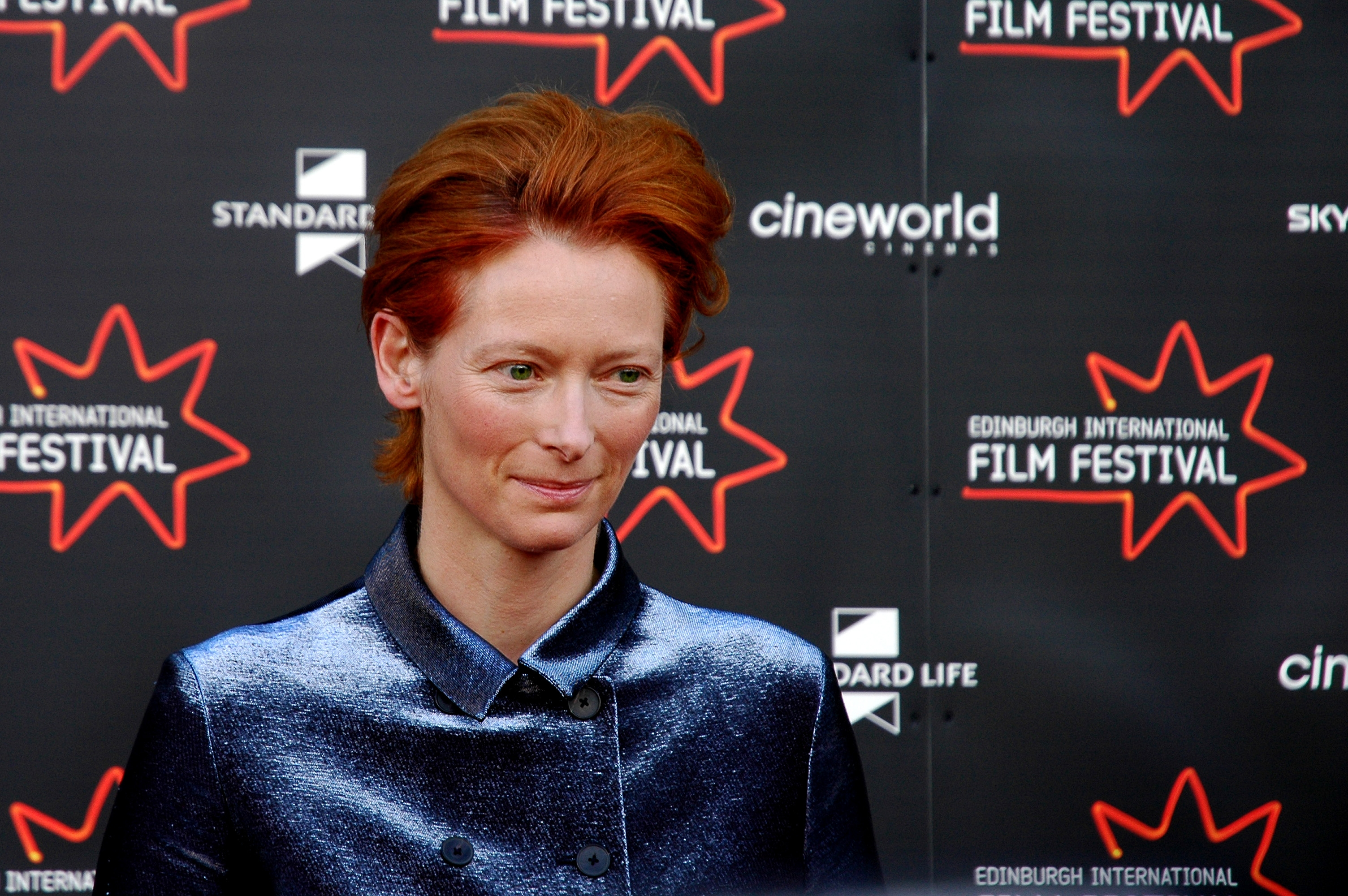
Tilda Swinton – Beste Nebendarstellerin für ihre Rolle in Michael Clayton

präsentiert von Alan Arkin

Tilda Swinton – Michael Clayton
Cate Blanchett – I’m Not There
Ruby Dee – American Gangster
Saoirse Ronan – Abbitte (Atonement)
Amy Ryan – Gone Baby Gone – Kein Kinderspiel (Gone Baby Gone)

### Bestes adaptiertes Drehbuch

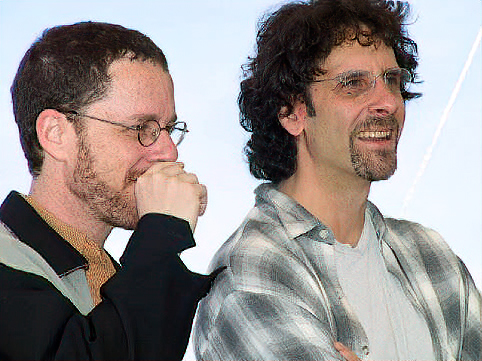
Ethan und Joel Coen – Bestes adaptiertes Drehbuch für No Country for Old Men

präsentiert von Josh Brolin und James McAvoy

Ethan Coen, Joel Coen – No Country for Old Men
Paul Thomas Anderson – There Will Be Blood
Christopher Hampton – Abbitte (Atonement)
Ronald Harwood – Schmetterling und Taucherglocke (Le scaphandre et le papillon)
Sarah Polley – An ihrer Seite (Away from Her)

### Bestes Originaldrehbuch
präsentiert von Harrison Ford

Diablo Cody – Juno
Brad Bird, Jim Capobianco, Jan Pinkava – Ratatouille
Tony Gilroy – Michael Clayton
Tamara Jenkins – Die Geschwister Savage (The Savages)
Nancy Oliver – Lars und die Frauen (Lars and the Real Girl)

### Beste Kamera
präsentiert von Cameron Diaz

Robert Elswit – There Will Be Blood
Roger Deakins – Die Ermordung des Jesse James durch den Feigling Robert Ford (The Assassination of Jesse James by the Coward Robert Ford)
Roger Deakins – No Country for Old Men
Janusz Kamiński – Schmetterling und Taucherglocke (Le scaphandre et le papillon)
Seamus McGarvey – Abbitte (Atonement)

### Bestes Szenenbild
präsentiert von Cate Blanchett

Dante Ferretti, Francesca Lo Schiavo – Sweeney Todd – Der teuflische Barbier aus der Fleet Street (Sweeney Todd: The Demon Barber of Fleet Street) 
Jim Erickson, Jack Fisk – There Will Be Blood
Dennis Gassner, Anna Pinnock – Der Goldene Kompass (The Golden Compass)
Sarah Greenwood, Katie Spencer – Abbitte (Atonement)
Arthur Max, Beth A. Rubino – American Gangster

### Bestes Kostümdesign
präsentiert von Jennifer Garner

Alexandra Byrne – Elizabeth – Das goldene Königreich (Elizabeth: The Golden Age)
Marit Allen – La vie en rose (La Môme)
Colleen Atwood – Sweeney Todd – Der teuflische Barbier aus der Fleet Street (Sweeney Todd: The Demon Barber of Fleet Street)
Jacqueline Durran – Abbitte (Atonement)
Albert Wolsky – Across the Universe

### Bestes Make-up
präsentiert von Katherine Heigl

Jan Archibald, Didier Lavergne – La vie en rose (La Môme) 
Rick Baker, Kazuhiro Tsuji – Norbit
Ve Neill, Martin Samuel – Pirates of the Caribbean – Am Ende der Welt (Pirates of the Caribbean: At World’s End )

### Beste Filmmusik
präsentiert von Amy Adams

Dario Marianelli – Abbitte (Atonement) 
Marco Beltrami – Todeszug nach Yuma (3:10 to Yuma)
Michael Giacchino – Ratatouille
James Newton Howard – Michael Clayton
Alberto Iglesias – Drachenläufer (The Kite Runner)

### Bester Song
präsentiert von John Travolta

„Falling Slowly“ aus Once – Glen Hansard, Markéta Irglová
„Happy Working Song“ aus Verwünscht (Enchanted) – Alan Menken, Stephen Schwartz
„Raise It Up“ aus Der Klang des Herzens (August Rush) – Jamal Joseph, Charles Mack, Tevin Thomas
„So Close“ aus Verwünscht (Enchanted) – Alan Menken, Stephen Schwartz
„That’s How You Know“ aus Verwünscht (Enchanted) – Alan Menken, Stephen Schwartz

### Bester Schnitt
präsentiert von Renée Zellweger

Christopher Rouse – Das Bourne Ultimatum (The Bourne Ultimatum) 
Jay Cassidy – Into the Wild
Roderick Jaynes – No Country for Old Men
Dylan Tichenor – There Will Be Blood
Juliette Welfling – Schmetterling und Taucherglocke (Le scaphandre et le papillon)

### Bester Ton
präsentiert von Jonah Hill und Seth Rogen

Kirk Francis, Scott Millan, David Parker – Das Bourne Ultimatum (The Bourne Ultimatum) 
Craig Berkey, Peter F. Kurland, Skip Lievsay, Greg Orloff – No Country for Old Men
Peter J. Devlin, Kevin O’Connell, Greg P. Russell – Transformers
David Giammarco, Paul Massey, Jim Stuebe – Todeszug nach Yuma (3:10 to Yuma)
Doc Kane, Michael Semanick, Randy Thom – Ratatouille

### Bester Tonschnitt
präsentiert von Jonah Hill und Seth Rogen

Karen Baker Landers, Per Hallberg – Das Bourne Ultimatum (The Bourne Ultimatum) 
Mike Hopkins, Ethan Van der Ryn – Transformers
Skip Lievsay – No Country for Old Men
Michael Silvers, Randy Thom – Ratatouille
Matthew Wood – There Will Be Blood

### Beste visuelle Effekte
präsentiert von Dwayne Johnson

Michael L. Fink, Ben Morris, Bill Westenhofer, Trevor Wood – Der Goldene Kompass (The Golden Compass) 
Scott Benza, Russell Earl, Scott Farrar, John Frazier – Transformers
John Frazier, Charles Gibson, Hal T. Hickel, John Knoll – Pirates of the Caribbean – Am Ende der Welt (Pirates of the Caribbean: At World’s End )

### Bester Animationsfilm
präsentiert von Anne Hathaway und Steve Carell

Ratatouille – Brad Bird
Könige der Wellen (Surf’s Up) – Ash Brannon, Chris Buck
Persepolis – Vincent Paronnaud, Marjane Satrapi

### Bester animierter Kurzfilm
präsentiert von Barry B. Benson (Jerry Seinfeld) aus Bee Movie

Peter und der Wolf (Peter & the Wolf) – Suzie Templeton, Hugh Welchman
I Met the Walrus – Josh Raskin
Madame Tutli-Putli – Chris Lavis, Maciek Szczerbowski
Meine Liebe (Moja ljubow) – Alexander Petrow
Même les pigeons vont au paradis – Samuel Tourneux, Simon Vanesse

### Bester Kurzfilm
präsentiert von Owen Wilson

Mozart der Taschendiebe (Le Mozart des pickpockets) – Philippe Pollet-Villard
Om natten – Christian E. Christiansen, Louise Vesth
Die Vertretung (Il supplente) – Andrea Jublin
Tanghi Argentini – Guido Thys, Anja Daelemans
The Tonto Woman – Daniel Barber, Matthew Brown

### Bester Dokumentarfilm
präsentiert von Tom Hanks

Taxi zur Hölle (Taxi to the Dark Side) – Alex Gibney, Eva Orner
No End In Sight – Invasion der Amateure? (No End in Sight) – Charles H. Ferguson, Audrey Marrs
Operation Homecoming: Writing the Wartime Experience – Richard E. Robbins
Sicko – Michael Moore, Meghan O’Hara
War/Dance – Andrea Nix Fine, Sean Fine

### Bester Dokumentar-Kurzfilm
präsentiert von Tom Hanks und Soldaten der US Army im Irak (per Satellit)

Freeheld – Vanessa Roth, Cynthia Wade
La Corona – Amanda Micheli, Isabel Vega
Salim Baba – Francisco Bello, Tim Sternberg
Sari’s Mother – James Longley

### Bester fremdsprachiger Film
präsentiert von Penélope Cruz

Die Fälscher – Österreich – Stefan Ruzowitzky
Beaufort (בופור) – Israel – Joseph Cedar
Das Massaker von Katyn (Katyń) – Polen – Andrzej Wajda
Der Mongole (Монгол) – Kasachstan – Sergei Wladimirowitsch Bodrow
12 – Russland – Nikita Sergejewitsch Michalkow

## Ehrenpreise
Der 98-jährige Artdirector und Production Designer Robert F. Boyle wurde mit einem Ehrenoscar für sein Lebenswerk ausgezeichnet. Boyle wurde während seiner 70-jährigen Karriere viermal für einen Oscar für das Beste Szenenbild nominiert, unter anderem für Alfred Hitchcocks Der unsichtbare Dritte (1959) und die Musicalverfilmung Anatevka (1971). Der Preis wurde ihm überreicht von Nicole Kidman.

### Gordon E. Sawyer Award
- David Grafton für seine Arbeiten bei der Entwicklung von Linsen für optische Printer.[18] Grafton erhielt bereits 1981 und 1987 zwei Scientific and Engineering Awards. Optische Printer werden für die Einarbeitung visueller Effekte in Filme eingesetzt; Grafton war an der Gestaltung der Effekte für die erste Star-Wars-Trilogie und für den Science-Fiction-Film Blade Runner beteiligt. Der Gordon E. Sawyer Award wurde bereits am 9. Februar 2008 im Rahmen der Verleihung der Auszeichnungen für Wissenschaft und Technik verliehen.

### John A. Bonner-Medaille
- David Inglish[19]

### Academy Award of Commendation
- Jonathan Erland